# 2005年瑞士公投
瑞士曾在2005年舉行5次公投。頭兩次公投在6月5日舉行，表決議題是瑞士加入申根區和為同性伴侶引入註冊伴侶關係。兩項議題都獲得通過。第三次公投在9月25日舉行，選民要就一項把人員自由流動協議的適用範圍擴大到歐洲聯盟新成員國的聯邦決議進行表決，最後這項決議也獲得通過。最後兩次公投則在11月27日舉行，其中一項議題是「由農作物製造的食物不得含有基因改造成分」，由公民動議提出；另一項議題則是通過一項對《聯邦工業、企業、商業勞動法》的修訂，以准許位於機場、火車站等公共運輸交匯處的商店在星期日營業。兩項議題都獲得通過。

## 6月公投

### 申根區

#### 背景
瑞士選民曾在1992年一次公投中拒絕准許瑞士加入歐洲經濟區，而成為歐洲經濟區的成員國是加入歐洲聯盟（歐盟）的踏腳石。民意調查一直顯示瑞士人不想加入歐盟，而這項意願則在2001年一場公投中獲得確認，當年公投的結果顯示有75%的選民反對瑞士成為歐盟成員國。瑞士在2002年之前一直沒有加入聯合國，從此也能看出瑞士避免捲入外交角力的傳統政策。瑞士的政商界領袖卻憂慮瑞士遭到孤立，因此瑞士政府便奉行推動瑞士與歐盟締結雙邊協定的政策。歐盟要求瑞士簽訂申根協議，因為這樣做會令歐盟和瑞士在其他領域的關係（例如貿易協定）可以繼續下去。
這次公投向瑞士人提出的議題是瑞士應否成為申根和都柏林協議的簽署國。如果瑞士人接受申根協議，瑞士則要在2007年開放邊界，不再在邊境進行任何形式、有系統的身分檢查。瑞士會成為免簽證通行區的一部分，但是由於瑞士不是歐盟成員國，海關檢察制度仍然會保留下來。簽署協議之後，瑞士也可以和歐盟共享關於罪案和庇護申請的情報。簽署都柏林協議後，瑞士就可以擺脫已經在另一個簽署國取得庇護權的庇護申請者。瑞士政府估計這樣做能減少約20%的庇護申請。

#### 宣傳活動
雖然瑞士聯邦委員會（瑞士政府）和瑞士聯邦議會（國會）已於2003年准許瑞士加入有關協議，但是瑞士人民黨收集了86,000個簽名，以迫使當局就有關協議舉行公投。政府宣傳這些協議的時候說這些協議只是安全協議，和加入歐盟沒有關係。當局宣稱瑞士完全由歐盟成員國環繞，不能獨自解決問題。
為了獨立和中立瑞士行動組織（AUNS）和瑞士人民黨等反對簽署協議的組織既把簽署協議和對移民現象的憂慮聯繫起來，也宣稱同意這些協議的話，瑞士政府會令瑞士更接近加入歐盟的大門，還說這些協議能為布魯塞爾（歐盟總部）的官僚體系賦予更多權力。
公投舉行前舉行的民意調查顯示有55%的受訪者支持簽署申根協議，35%的受訪者反對，剩下的受訪者則是懸而未決。公投日臨近之際，法國和荷蘭先後借助公投否決歐盟憲法，鼓舞反對簽署協議的人士，而民意調查也顯示支持簽署協議的受訪者比率一直下降。

#### 結果
| 選擇             | 票數      | %    |
| ---------------- | --------- | ---- |
| 支持             | 1,477,260 | 54.6 |
| 反對             | 1,227,042 | 45.4 |
| 無效票           | 15,710    | –    |
| 空白票           | 25,255    | –    |
| 總計             | 2,745,267 | 100  |
| 登記選民／投票率 | 4,836,712 | 56.8 |
| 來源：Nohlen     |           |      |

公投結果顯示，共有55%的登記選民在公投中投票，當中有147萬名選民支持瑞士簽訂申根協議。這次公投的投票率有55.9%，比一般瑞士公投的投票率高約10%。在海外定居的瑞士人極力支持瑞士加入申根區，而在瑞士國內，東部講德語的選民大都反對這樣做，西部講法語的選民則大都支持這樣做。

#### 反應
瑞士政府接受公投結果，並承諾政府不會漠視反對簽署有關協議的人。歐盟委員會也對公投結果表示接受，還形容這次公投對瑞士－歐盟關係的增進是「重要的一步」。反對簽署協議的人則呼籲政府撤回瑞士加入歐盟的申請案。緊接而來的是一場在9月舉行的公投，表決議題是令人員自由流動協議適用於歐盟10個新成員國。當時的分析認為這次公投將會是一場嚴峻的考驗。

### 註冊伴侶關係
瑞士是最後一個向女性賦予投票權的歐洲共和國，不過這次公投卻使瑞士成為第一個舉行公投，以促進同性伴侶權益的歐洲國家。如果這次公投所提出的議題獲得通過，同性伴侶之後就可以在婚姻登記處登記伴侶關係。這種註冊伴侶關係將具有法律約束力，只能由法庭解除。同性伴侶和異性伴侶一樣，擁有同等的繼承、養老金、社會保障和納稅的權利和義務。然而，他們不能擁有領養兒童和接受生育治療的權利。
當地一個推動設立合法註冊伴侶關係的組織的領袖估計該國約有5－10%的人口是同性戀者，不過即使引入了註冊伴侶關係，政府也不預期會有大量民眾登記伴侶關係。弗里堡、日內瓦、納沙泰爾和蘇黎世4個州份在之前就已經引入了註冊伴侶關係。當時國會已經通過引入註冊伴侶關係，然而保守派卻已經取得足夠數量的簽名，迫使當局就此舉行公投。
政府的立場是瑞士要引入註冊伴侶關係，因為目前的制度為同性伴侶提供的法律保護並不足夠。瑞士人民黨、福音人民黨和一些宗教團體反對引入註冊伴侶關係，因為他們希望（一夫一妻制的）婚姻可以在社會中擁有特殊的地位。在當年4月進行的一次民意調查顯示66%的受訪者支持引入註冊伴侶關係，24%反對，而在5月進行的另一次民意調查則顯示67%受訪者支持引入註冊伴侶關係，24%反對。

#### 結果
公投結果顯示大多數州份都支持引入註冊伴侶關係。反對的州份大多位於瑞士中、南部，以天主教為主要宗教。
| 選擇             | 票數      | %    |
| ---------------- | --------- | ---- |
| 支持             | 1,559,848 | 58.0 |
| 反對             | 1,127,520 | 42.0 |
| 無效票           | 15,902    | –    |
| 空白票           | 36,110    | –    |
| 總計             | 2,739,380 | 100  |
| 登記選民／投票率 | 4,836,712 | 56.6 |
| 來源：Nohlen     |           |      |

## 9月公投
| 選擇             | 票數      | %    |
| ---------------- | --------- | ---- |
| 支持             | 1,458,686 | 56.0 |
| 反對             | 1,147,140 | 44.0 |
| 無效票           | 16,535    | –    |
| 空白票           | 18,569    | –    |
| 總計             | 2,640,930 | 100  |
| 註冊選民／投票率 | 4,852,272 | 54.4 |
| 來源：Nohlen     |           |      |

## 11月公投
| 議題                               | 支持      | 支持 | 反對      | 反對 | 空白票／ 無效票 | 空白票／ 無效票 | 總計      | 登記選民  | 投票率 | 支持的州份 | 支持的州份 | 反對的州份 | 反對的州份 |
| 議題                               | 票數      | %    | 票數      | %    | 空白票          | 無效票          | 總計      | 登記選民  | 投票率 | 州         | 半州       | 州         | 半州       |
| ---------------------------------- | --------- | ---- | --------- | ---- | --------------- | --------------- | --------- | --------- | ------ | ---------- | ---------- | ---------- | ---------- |
| 反基因改造食物的公民動議           | 1,125,835 | 55.7 | 896,4825  | 44.3 | 23,046          | 11,343          | 2,056,706 | 4,859,437 | 42.3   | 20         | 6          | 0          | 0          |
| 修訂《聯邦工業、企業、商業勞動法》 | 1,026,833 | 50.6 | 1,003,900 | 49.4 | 18,281          | 11,068          | 2,060,082 | 4,859,437 | 42.4   |            |            |            |            |
| 來源：Nohlen                       |           |      |           |      |                 |                 |           |           |        |            |            |            |            |